# Daniela Solin-Stojanovic
Daniela Solin-Stojanovic (* 1. Mai 1946 in Berlin) ist eine deutsche Juristin, die von 1995 bis 2011 Richterin am Bundesgerichtshof war.

## Leben
Nach Studium und Referendariat begann Daniela Solin-Stojanovic 1973 ihre juristische Karriere in ihrer Geburtsstadt. Sie war zunächst als Staatsanwältin, als Strafrichterin beim Landgericht Berlin und beim Amtsgericht Tiergarten eingesetzt, bevor sie 1976 zur Richterin am Landgericht Berlin ernannt wurde. Als Richterin am Landgericht war sie einer Wirtschaftstrafkammer zugeordnet. Sie wurde 1980 hauptamtlich an das Justizprüfungsamt des Landes Berlin abgeordnet. Bis 1986 war sie im Justizprüfungsamt tätig. Während der Abordnung wurde Solin-Stojanovic 1982 zur Richterin am Kammergericht ernannt. 1986 wurde sie Vorsitzende Richterin am Landgericht Berlin. Sie saß zunächst einer allgemeinen Strafkammer, danach einer Schwurgerichtskammer vor und war in der Gerichtsverwaltung tätig.
1995 wurde Daniela Solin-Stojanovic zur Richterin am Bundesgerichtshof ernannt. Sie gehörte in ihrer Zeit am Bundesgerichtshof dem unter anderem mit Verkehrsstrafrecht befassten 4. Strafsenat an. Zusätzlich war sie 1997 bis 2006 Beisitzerin im Dienstgericht des Bundes und wurde ab 1998 als stellvertretendes Mitglied in den Gemeinsamen Senat der obersten Gerichtshöfe des Bundes entsandt. Mit Ablauf des Monats April 2011 trat sie altersbedingt in den Ruhestand.